# ساب کلونینگ

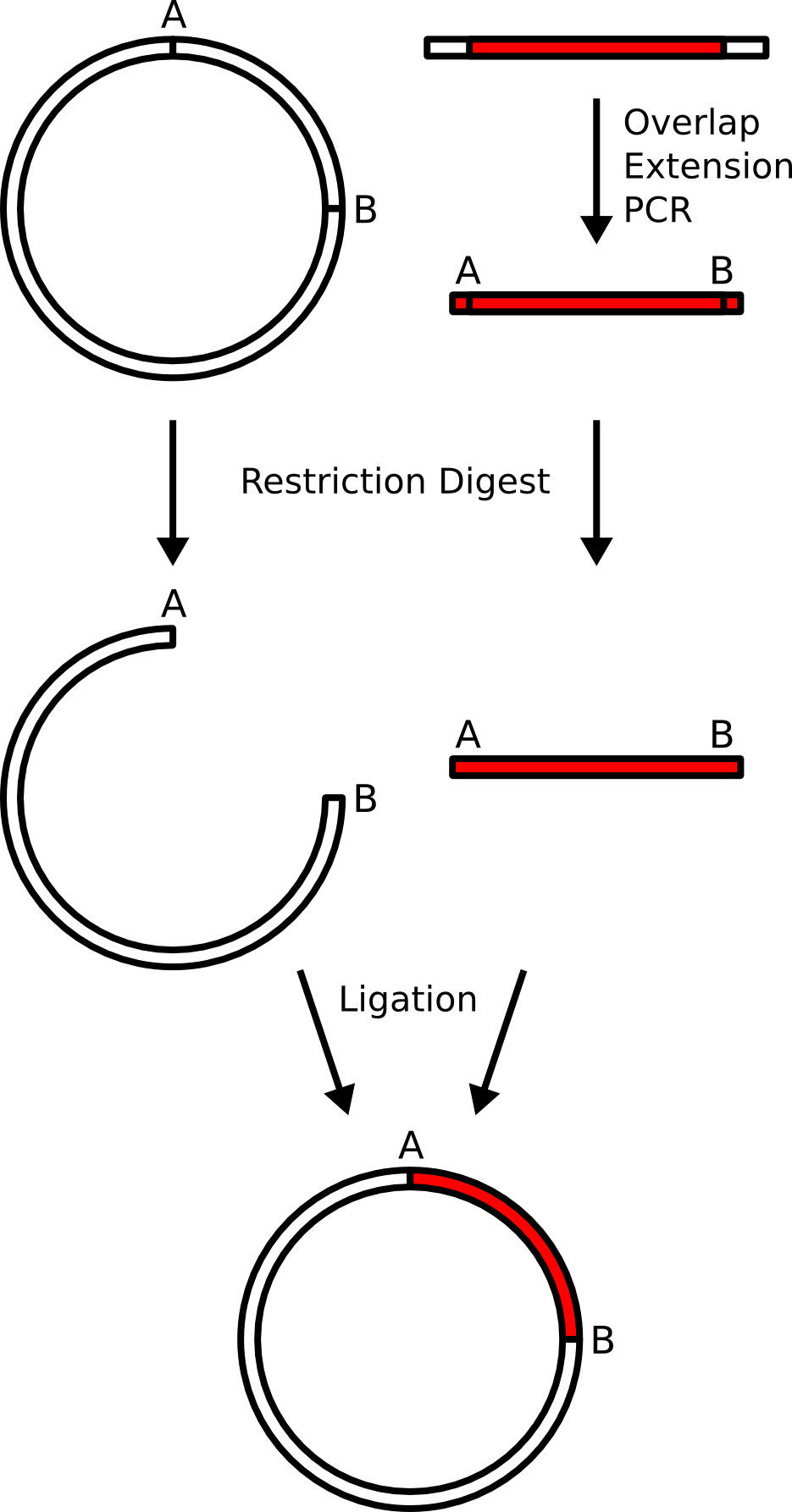
ساب کلونینگ

در زیست‌شناسی مولکولی، ساب کلونینگ (subcloning) تکنیکی است که برای انتقال یک توالی ویژهٔ DNA از یک وکتور والدی به یک وکتور مقصد استفاده می‌شود.
ساب کلونینگ نباید با شبیه‌سازی مولکولی(molecular cloning)، که یک تکنیک مرتبط است، اشتباه گرفته شود.

## فرایند
آنزیم‌های محدودکننده(Restriction enzymes) برای برش ژن دلخواه (ژن ورودی) از والد، مورد استفاده قرار می‌گیرند. ژن مورد نظر از بقیهٔ مولکول‌های DNA جدا شده و خالص می‌شود. یک روش متداول خالص سازی، جداسازی از طریق ژل (gel isolation) است. سپس تعداد رونوشت‌های ژن با استفاده از واکنش زنجیره ای پلیمراز (PCR) افزایش می‌یابند.
به صورت همزمان، همان آنزیم محدودکننده ای که برای برش ژن استفاده شده بود، به منظور برش در ناحیه مقصد مورد استفاده قرار می‌گیرد. استفاده از آنزیم‌های محدودکننده یکسان به این دلیل است که انتهای چسبنده مکمل (complementary sticky ends) ایجاد شود که این در مراحل بعدی خود باعث تسهیل در اتصال (ligation) ژن مورد نظر می‌گردد. یک فسفاتاز (معمولاً آلکالین فسفاتاز روده ای گاوی (CAIP)) نیز برای جلوگیری از خوداتصالیِ (self-ligation) وکتور مقصد، اضافه می‌شود.
سپس ژن مورد نظر(insert) و وکتور مقصد به همراه DNA لیگاز، با یکدیگر مخلوط می‌شوند. نسبت مولار ژن‌های ورودی به ژن‌های مقصد عموماً ۳ به ۱ است؛ با افزایش غلظت ژن ورودی، خوداتصالی به میزان بیشتری کاهش می‌یابد. سپس اجازه داده می‌شود تا مخلوط واکنش گر برای مدت زمانی مشخص در یک دمای ویژه بماند. این باعث می‌شود ژن ورودی به راحتی با پلاسمید مقصد ترکیب شود. شرایط مناسب به منظور ترکیب ژن ورودی با پلاسمید، به اندازه رشته‌های در حال اتصال ارتباط دارد.

## تکثیر پلاسمید (amplification of product plasmid)
پلاسمید اغلب به یک باکتری (مانند E.coli) منتقل می‌شود. در حالت ایدئال زمانی که باکتری تقسیم می‌شود، پلاسمید هم باید همراه با آن تکثیر شود. در بهترین حالت، هر سلول باکتریایی باید چندین کپی از پلاسمید داشته باشد. بعد از اینکه تعداد قابل قبولی از کلونی‌های باکتریایی رشد کردند، DNA پلاسمیدی می‌تواند از آن‌ها استخراج شود.

## انتخاب(selection)
برای اطمینان از اینکه تنها باکتری‌های ترنسفورم شده (transformed bacteria: باکتری‌هایی که تنها حاوی پلاسمید مورد نظر ما هستند) رشد کرده‌اند، در وکتور مقصد یک مارکر ژنی (marker gene) قرار داده می‌شود. وجود مارکر ژنی، امکان انتخاب باکتری‌های ترنسفرم شده را فراهم می‌سازد. ژن‌های مقاوم به آنتی بیوتیک (antibiotic resistance) و همچنین ژن‌های بیوسنتز مواد مغذی (nutrient biosynthesis) از مارکرهای ژنی متداول هستند. به عنوان مثال، «مارکر ژنی» می‌تواند ژن مقاومت به آنتی‌بیوتیک آمپی سیلین باشد. اگر باکتری ای که قرار بود پلاسمید دلخواه را دریافت کند، ژن مورد نظر را نیز دریافت کرده باشد، مارکر ژنی را نیز خواهد داشت.
بنابراین باکتری ای که پلاسمید را دریافت کرده‌است، قادر خواهد بود که در آمپی سیلین رشد کند در حالیکه باکتری ای که دارای پلاسمید دلخواه نیست، همچنان نسبت به تخریب توسط آمپی سیلین آسیب‌پذیر است؛ بنابراین، باکتری‌ای که ترنسفرم شده‌است می‌تواند به آسانی انتخاب شود.

## ساب کلونینگ پلاسمید باکتریایی: یک مثال موردی
در این مثال، یک ژن از کتابخانه ژنی پستانداران به یک پلاسمید باکتریایی (وکتور مقصد) ساب کلون می‌شود. پلاسمید باکتریایی قطعه ای از DNA حلقوی است که حاوی اجزاء تنظیمی است و به باکتری اجازه می‌دهد که محصول ژنی (بیان ژن) تولید کند. اما بیان ژن در صورتی انجام می‌گیرد که ژن در جای درستی از پلاسمید قرار داده شده باشد. ناحیهٔ تولیدی(production site) از دو طرف توسط دو ناحیهٔ برشی آنزیم محدودکننده با انتهای چسبنده غیرمکمل (نواحی "A" و "B") احاطه شده‌است.
DNAی پستانداران این نواحی محدودکننده را ندارند، بنابراین، آن‌ها توسط overlap extension PCR تکثیر می‌شوند. پرایمرها برای قرار گرفتن دقیق روی نواحی محدود شونده طراحی شده‌اند.
محصول PCR که حاوی ژن پستانداران با نواحی محدودکنندهٔ جدید است و پلاسمیدِ مقصد، هر دو در معرض هضم آنزیم محدودکننده قرار می‌گیرند و محصولات هضم شده(digest products)، توسط ژل الکتروفورز خالص سازی می‌شوند.
محصولات هضم شده، که هم‌اکنون حاوی انتهاهای چسبنده مکمل با یکدیگر (اما انتهاهای چسبنده غیر مکمل با خود) هستند با همدیگر ممزوج می‌شوند و یک پلاسمید جدید که حاوی عناصر زمینه ای پلاسمید اصلی با ژن ورودی متفاوت هستند، تولید می‌کنند. پلاسمید به باکتری منتقل شده و هویت ژن ورودی توسط توالی یابی DNA مورد تأیید قرار می‌گیرد.